# Radzików (województwo dolnośląskie)
Radzików (niem. Rudelsdorf) – wieś w Polsce położona w województwie dolnośląskim, w powiecie dzierżoniowskim, w gminie Łagiewniki.

## Podział administracyjny
W latach 1975–1998 miejscowość położona była w województwie wrocławskim.

## Zabytki
Do wojewódzkiego rejestru zabytków wpisane są obiekty:
- kościół pw. św. Piotra i Pawła, gotycki, zbudowany u schyłku XIV w., rozbudowany w XVI w. i przebudowany w XVIII w., kiedy to także zbarokizowano wnętrze
- dwór, obronny z pozostałościami fosy, z 1526 r. do XVI w., przebudowany w 1806 r.